# Taibao
Taibao (chinesisch 太保市, Pinyin Tàibǎo Shì, W.-G. T'ai-pao Shih) ist die Hauptstadt des Landkreises Chiayi in der Republik China auf Taiwan.

## Lage
Taibao liegt unmittelbar westlich von Chiayi in der Jianan-Ebene im Südwesten Taiwans. Entlang der nördlichen Stadtgrenze fließt der Fluss Puzi.
Die Station Chiayi der Taiwan High Speed Rail befindet sich in Taibao. Die Autobahn Nationalstraße 1 Taipeh-Kaohsiung durchquert das Stadtgebiet.

## Geschichte
Von 1950 bis 1982 war die Stadt Chiayi Hauptstadt des Landkreises Chiayi und Taibao hatte den Status einer Landgemeinde (鄉,  Xiāng). Im Juli 1982 erhielt Chiayi den Status einer kreisfreien Stadt und wurde aus dem Landkreis ausgegliedert. Die Kreisverwaltung wurde nach Taibao verlegt, das im Juli 1991 als letzte Kreishauptstadt der Provinz Taiwan den Status einer Stadt (市,  Shì) erhielt. Im September 2024 war Taibao mit etwa 39.000 Einwohnern der kleinste aller 23 Orte in der Republik China mit Stadtstatus.

## Wirtschaft
In Taibao ist seit 2022 ein Standort des Südtaiwan-Wissenschaftsparks im Aufbau.